# مصرف اليمن البحرين الشامل
مصرف اليمن البحرين الشامل بنك إسلامي، تأسس كشركة يمنية مساهمة مقفلة.

## تاريخ
حصل البنك على ترخيص لممارسة الأعمال التجارية في 17 فبراير 2002 من قبل البنك المركزي اليمني. 
بصفته بنكًا إسلاميًا، فإن خدمات SBYB متوافقة مع الشريعة الإسلامية. وهي تدير أعمالها من خلال 16 فرع ومكاتبة منتشرة في جميع المدن الرئيسية في اليمن.
في سبتمبر 2018، افتتح فرع في مأرب. 

## روابط خارجية
- الموقع الرسمي